# Leonardo Genoni
Leonardo Genoni (* 28. srpna 1987) je švýcarský hokejový brankář aktuálně hrající v klubu EV Zug v nejvyšší švýcarské lize (NLA).

## Kariéra
Genoni začal svou kariéru v týmu GCK Lions kde hrál za juniory. V sezóně 2003/2004 nastoupil za ZSC Lions v NLA a zároveň za GCK Lions v Swiss League. V sezóně 2007/2008 odešel do švýcarského klubu HC Davos, kde působil 9 sezón a odehrál 399 zápasů za Davos. Stal se tak jedním z nejlepších brankářů v NLA. Před sezónou 2016/2017 přestoupil do týmu SC Bern, kde působil 3 sezóny. V srpnu 2018 podepsal předběžnou pětiletou smlouvu se švýcarským klubem EV Zug, která platila od sezóny 2019/2020.
Se švýcarskou reprezentací získal stříbrnou medaili na mistrovství světa v roce 2018 a na světovém šampionátu roku 2024, v roce 2025. Na MS v roce 2025 vytvořil rekord v neprůstřelnosti. 

## Kluby
- 2004/05 GCK Lions 20", GCK Lions, ZSC Lions
- 2005/06 GCK Lions 20", GCK Lions, ZSC Lions
- 2006/07 GCK Lions, ZSC LionsNational League A
- 2007/08 HC Davos
- 2008/09 HC Davos
- 2009/10 HC Davos
- 2010/11 HC Davos
- 2011/12 HC Davos
- 2012/13 HC Davos
- 2013/14 HC Davos
- 2014/15 HC Davos
- 2015/16 HC Davos
- 2016/17 SC Bern
- 2017/18 SC Bern
- 2018/19 SC Bern
- 2019/20 EV Zug
- 2020/21 EV Zug
- 2021/22 EV Zug
- 2022/23 EV Zug
- 2023/24 EV Zug
- 2024/25 EV Zug